# Premier League 1996/1997
Soutěžní ročník Premier League 1996/97 byl 5. ročníkem Premier League, tedy anglické nejvyšší fotbalové ligy. Soutěž byla započata 17. srpna 1996 a poslední kolo se odehrálo 11. května 1997. Liga se skládala z 20 klubů. 
Manchesteru United se podařilo obhájit titul z minulé sezóny, byl to pro ně 4. titul v Premier League. O titulu se rozhodlo v předposledním kole, když Liverpool ani Newcastle nedokázali vyhrát své zápasy a němely již šanci Red Devils předběhnout. 
Manchester United získal v sezóně 75 bodů, což je nejnižší počet bodů, který stačil k zisku titulu v historii Premier League.

## Složení ligy v ročníku 1996/97
Soutěže se účastnilo 20 celků. K prvním sedmnácti z minulého ročníku se připojili nováčci Sunderland a Derby County, kteří si účast zajistili již v základní části předcházejícího ročníku Football League First Division, a Leicester City, ten si účast vybojoval vítězstvím v play off. Opačným směrem putovala mužstva Manchesteru City, Queens Park Rangers a Boltonu Wanderers.
| Klub                | 1995/96          | Město               | Stadión              |
| ------------------- | ---------------- | ------------------- | -------------------- |
| Manchester United   | Zlatá medaile    | Manchester          | Old Trafford         |
| Newcastle United    | Stříbrná medaile | Newcastle upon Tyne | St James' Park       |
| Liverpool           | Bronzová medaile | Liverpool           | Anfield              |
| Aston Villa         | 4.               | Birmingham          | Villa Park           |
| Arsenal             | 5.               | Londýn              | Arsenal Stadium      |
| Everton             | 6.               | Liverpool           | Goodison Park        |
| Blackburn Rovers    | 7.               | Blackburn           | Ewood Park           |
| Tottenham Hotspur   | 8.               | Londýn              | White Hart Lane      |
| Nottingham Forest   | 9.               | Nottingham          | City Ground          |
| West Ham United     | 10.              | Londýn              | Boleyn Ground        |
| Chelsea             | 11.              | Londýn              | Stamford Bridge      |
| Middlesbrough       | 12.              | Middlesbrough       | Riverside Stadium    |
| Leeds United        | 13.              | Leeds               | Elland Road          |
| Wimbledon           | 14.              | Londýn              | Selhurst Park        |
| Sheffield Wednesday | 15.              | Sheffield           | Hillsborough Stadium |
| Coventry City       | 16.              | Coventry            | Highfield Road       |
| Southampton         | 17.              | Southampton         | The Dell             |
| Sunderland          | First Division   | Sunderland          | Roker Park           |
| Derby County        | First Division   | Derby               | Baseball Ground      |
| Leicester City      | First Division   | Leicester           | Filbert Street       |

### Realizační týmy a dresy
| Klub                | Trenér                         | Kapitán         | Výrobce dresu  | Sponzor dresu       |
| ------------------- | ------------------------------ | --------------- | -------------- | ------------------- |
| Arsenal             | Arsène Wenger                  | Tony Adams      | Nike           | JVC                 |
| Aston Villa         | Brian Little                   | Andy Townsend   | Reebok         | AST Research        |
| Blackburn Rovers    | Tony Parkes (dočasný)          | Tim Sherwood    | Asics          | CIS                 |
| Chelsea             | Ruud Gullit (hrající trenér)   | Dennis Wise     | Umbro          | Coors               |
| Coventry City       | Gordon Strachan                | Gary McAllister | Le Coq Sportif | Peugeot             |
| Derby County        | Jim Smith                      | Igor Štimac     | Puma           | Puma                |
| Everton             | Dave Watson (dočasný)          | Dave Watson     | Umbro          | Danka               |
| Leeds United        | George Graham                  | Lucas Radebe    | Puma           | Packard Bell        |
| Leicester City      | Martin O'Neill                 | Steve Walsh     | Fox Leisure    | Walkers             |
| Liverpool           | Roy Evans                      | John Barnes     | Reebok         | Carlsberg           |
| Manchester United   | Alex Ferguson                  | Eric Cantona    | Umbro          | Sharp               |
| Middlesbrough       | Bryan Robson                   | Nigel Pearson   | Erreà          | Cellnet             |
| Newcastle United    | Kenny Dalglish                 | Peter Beardsley | Adidas         | Newcastle Brown Ale |
| Nottingham Forest   | Stuart Pearce (hrající trenér) | Stuart Pearce   | Umbro          | Labatt's            |
| Sheffield Wednesday | David Pleat                    | Peter Atherton  | Puma           | Sanderson           |
| Southampton         | Graeme Souness                 | Matt Le Tissier | Pony           | Sanderson           |
| Sunderland          | Peter Reid                     | Kevin Ball      | Avec           | Vaux Breweries      |
| Tottenham Hotspur   | Gerry Francis                  | Gary Mabbutt    | Pony           | Hewlett-Packard     |
| West Ham United     | Harry Redknapp                 | Julian Dicks    | Pony           | Dagenham Motors     |
| Wimbledon           | Joe Kinnear                    | Vinnie Jones    | Lotto          | Elonex              |

### Trenérské změny
| Klub              | Odcházející trenér | Důvod odchodu                    | Datum odchodu     | Pozice v tabulce | Příchozí trenér                | Datum příchodu    |
| ----------------- | ------------------ | -------------------------------- | ----------------- | ---------------- | ------------------------------ | ----------------- |
| Chelsea           | Glenn Hoddle       | Přesun do anglické reprezentace  | 10. května 1996   | Před sezónou     | Ruud Gullit (hrající trenér)   | 10. května 1996   |
| Southampton       | Dave Merrington    | Vyhozen                          | 14. června 1996   | Před sezónou     | Graeme Souness                 | 3. července 1996  |
| Arsenal           | Bruce Rioch        | Vyhozen                          | 12. srpna 1996    | Před sezónou     | Arsène Wenger                  | 30. září 1996     |
| Leeds United      | Howard Wilkinson   | Vyhozen                          | 10. září 1996     | 9. místo         | George Graham                  | 10. září 1996     |
| Blackburn Rovers  | Ray Harford        | Rezignace                        | 25. října 1996    | 20. místo        | Tony Parkes (dočasný)          | 25. října 1996    |
| Coventry City     | Ron Atkinson       | Povýšení na sportovního ředitele | 5. listopadu 1996 | 18. místo        | Gordon Strachan                | 5. listopadu 1996 |
| Nottingham Forest | Frank Clark        | Rezignace                        | 19. prosince 1996 | 20. místo        | Stuart Pearce (hrající trenér) | 20. prosince 1996 |
| Newcastle United  | Kevin Keegan       | Rezignace                        | 8. ledna 1997     | 4. místo         | Kenny Dalglish                 | 14. ledna 1997    |
| Everton           | Joe Royle          | Rezignace                        | 27. března 1997   | 13. místo        | Dave Watson (dočasný)          | 1. dubna 1997     |

## Tabulka
| Poř. | Tým                   | Z  | V  | R  | P  | VG | OG | B  |
| ---- | --------------------- | -- | -- | -- | -- | -- | -- | -- |
| 1.   | Manchester United (C) | 38 | 21 | 12 | 5  | 76 | 44 | 75 |
| 2.   | Newcastle United      | 38 | 19 | 11 | 8  | 73 | 40 | 68 |
| 3.   | Arsenal               | 38 | 19 | 11 | 8  | 62 | 32 | 68 |
| 4.   | Liverpool             | 38 | 19 | 11 | 8  | 62 | 37 | 68 |
| 5.   | Aston Villa           | 38 | 17 | 10 | 11 | 47 | 34 | 61 |
| 6.   | Chelsea               | 38 | 16 | 11 | 11 | 58 | 55 | 59 |
| 7.   | Sheffield Wednesday   | 38 | 14 | 15 | 9  | 50 | 51 | 57 |
| 8.   | Wimbledon             | 38 | 15 | 11 | 12 | 49 | 46 | 56 |
| 9.   | Leicester City        | 38 | 12 | 11 | 15 | 46 | 54 | 47 |
| 10.  | Tottenham Hotspur     | 38 | 13 | 7  | 18 | 44 | 51 | 46 |
| 11.  | Leeds United          | 38 | 11 | 13 | 14 | 28 | 38 | 46 |
| 12.  | Derby County          | 38 | 11 | 13 | 14 | 45 | 58 | 46 |
| 13.  | Blackburn Rovers      | 38 | 9  | 15 | 14 | 42 | 43 | 42 |
| 14.  | West Ham United       | 38 | 10 | 12 | 16 | 39 | 48 | 42 |
| 15.  | Everton               | 38 | 10 | 12 | 16 | 44 | 57 | 42 |
| 16.  | Southampton           | 38 | 10 | 11 | 17 | 50 | 56 | 41 |
| 17.  | Coventry City         | 38 | 9  | 14 | 15 | 38 | 54 | 41 |
| 18.  | Sunderland (R)        | 38 | 10 | 10 | 18 | 35 | 53 | 40 |
| 19.  | Middlesbrough (R)     | 38 | 10 | 12 | 16 | 51 | 60 | 39 |
| 20.  | Nottingham Forest (R) | 38 | 6  | 16 | 16 | 31 | 59 | 34 |

Pravidla pro klasifikaci: 1) Body; 2) Gólový rozdíl; 3) vstřelené góly
(C) Šampion; (R) Sestupující
|  | Postup do základní skupiny Ligy mistrů      |
|  | Postup do druhého předkola Ligy mistrů      |
|  | Postup do prvního kola Poháru UEFA          |
|  | Postup do prvního kola Poháru vítězů pohárů |
|  | Sestup do Football League First Division    |

Poznámky
1. ↑  Aston Villa se kvalifikovala do Poháru UEFA díky UEFA Fair Play
2. ↑  Chelsea se kvalifikovala do Poháru vítězů pohárů díky vítězství v FA Cupu
3. ↑  Leicester City se kvalifikoval do Poháru UEFA díky vítězství v EFL Cupu
4. ↑  Middlesbrough byly odebrány tři body za nenastoupení do utkání proti Blackburnu Rovers

## Statistiky

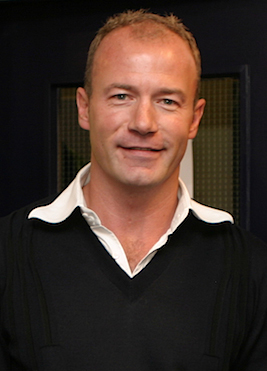
Alan Shearer se stal, potřetí v řadě, nejlepším střelcem Premier League, a to s 25 góly.

### Střelci

#### Nejlepší střelci
|     | Hráč                | Klub              | Góly |
| --- | ------------------- | ----------------- | ---- |
| 1.  | Alan Shearer        | Newcastle United  | 25   |
| 2.  | Ian Wright          | Arsenal           | 23   |
| 3.  | Robbie Fowler       | Liverpool         | 18   |
| 3.  | Ole Gunnar Solskjær | Manchester United | 18   |
| 5.  | Dwight Yorke        | Aston Villa       | 17   |
| 6.  | Les Ferdinand       | Newcastle United  | 16   |
| 6.  | Fabrizio Ravanelli  | Middlesbrough     | 16   |
| 8.  | Dion Dublin         | Coventry City     | 13   |
| 8.  | Matt Le Tissier     | Southampton       | 13   |
| 10. | Dennis Bergkamp     | Arsenal           | 12   |
| 10. | Stan Collymore      | Liverpool         | 12   |
| 10. | Juninho Paulista    | Middlesbrough     | 12   |

#### Hattricky
| Hráč               | Klub              | Soupeř              | Skóre   | Datum              | Ref.   |
| ------------------ | ----------------- | ------------------- | ------- | ------------------ | ------ |
| Kevin Campbell     | Nottingham Forest | Coventry City       | 3:0 (H) | 17. srpna 1996     | [ 2 ]  |
| Fabrizio Ravanelli | Middlesbrough     | Liverpool           | 3:3 (D) | 17. srpna 1996     | [ 3 ]  |
| Ian Wright         | Arsenal           | Sheffield Wednesday | 4:1 (D) | 16. září 1996      | [ 4 ]  |
| Dwight YorkeL      | Aston Villa       | Newcastle United    | 3:4 (H) | 30. září 1996      | [ 5 ]  |
| Gary Speed         | Everton           | Southampton         | 7:1 (D) | 16. listopadu 1996 | [ 6 ]  |
| Robbie Fowler4     | Liverpool         | Middlesbrough       | 5:1 (D) | 14. prosince 1996  | [ 7 ]  |
| Alan Shearer       | Newcastle United  | Leicester City      | 4:3 (D) | 2. února 1997      | [ 8 ]  |
| Ian Marshall       | Leicester City    | Derby County        | 4:2 (D) | 22. února 1997     | [ 9 ]  |
| Steffen Iversen    | Tottenham Hotspur | Sunderland          | 4:0 (H) | 4. března 1997     | [ 10 ] |
| Fabrizio Ravanelli | Middlesbrough     | Derby County        | 6:1 (D) | 5. března 1997     | [ 11 ] |
| Kevin Gallacher    | Blackburn Rovers  | Wimbledon           | 3:1 (D) | 15. března 1997    | [ 12 ] |
| Paul Kitson        | West Ham United   | Sheffield Wednesday | 5:1 (D) | 3. května 1997     | [ 13 ] |

Poznámky
4 Hráč vstřelil 4 góly
L Hráč v zápase prohrál
(D) – Domácí tým
(H) – Hostující tým

#### Nejlepší asistenti
|    | Hráč                | Klub                  | Asistence |
| -- | ------------------- | --------------------- | --------- |
| 1. | Eric Cantona        | Manchester United     | 12        |
| 2. | Neal Ardley         | Wimbledon             | 11        |
| 3. | Dennis Bergkamp     | Arsenal               | 9         |
| 3. | Andy Hinchcliffe    | Everton               | 9         |
| 3. | Gary McAllister     | Coventry City         | 9         |
| 3. | Gianfranco Zola     | Chelsea               | 9         |
| 7. | Nick Barmby         | Middlesbrough/Everton | 8         |
| 7. | David Beckham       | Manchester United     | 8         |
| 7. | Stig Inge Bjørnebye | Liverpool             | 8         |
| 7. | Les Ferdinand       | Newcastle United      | 8         |
| 7. | Juninho Paulista    | Middlesbrough         | 8         |
| 7. | Robert Lee          | Newcastle United      | 8         |
| 7. | Mark Pembridge      | Sheffield Wednesday   | 8         |
| 7. | Dan Petrescu        | Chelsea               | 8         |

### Čistá konta
|     | Hráč             | Klub                | Čistá konta |
| --- | ---------------- | ------------------- | ----------- |
| 1.  | Nigel Martyn     | Leeds United        | 19          |
| 2.  | Peter Schmeichel | Manchester United   | 14          |
| 3.  | Ian Walker       | Tottenham Hotspur   | 13          |
| 4.  | David James      | Liverpool           | 12          |
| 5.  | Neil Sullivan    | Wimbledon           | 11          |
| 6.  | Mark Bosnich     | Aston Villa         | 10          |
| 6.  | Tim Flowers      | Blackburn Rovers    | 10          |
| 6.  | Kevin Pressman   | Sheffield Wednesday | 10          |
| 6.  | David Seaman     | Arsenal             | 10          |
| 10. | Kasey Keller     | Leicester City      | 9           |
| 10. | Luděk Mikloško   | West Ham United     | 9           |
| 10. | Michael Oakes    | Aston Villa         | 9           |
| 10. | Pavel Srniček    | Newcastle United    | 9           |

### Disciplína

#### Hráči
- Nejvíce žlutých karet: 11[16]
  -  David Batty (Newcastle United)
  -  Justin Edinburgh (Tottenham Hotspur)
  -  John Hartson (Arsenal/West Ham United)
  -  Billy McKinlay (Blackburn Rovers)
  -  Igor Štimac (Derby County)
  -  Patrick Vieira (Arsenal)

- Nejvíce červených karet: 3[17]
  -  Tony Adams (Arsenal)
  -  Dion Dublin (Coventry City)
  -  Richard Ord (Sunderland)
  -  Paul Stewart (Sunderland)

#### Klub
- Nejvíce žlutých karet: 81[18]
  - Arsenal
  - Chelsea

- Nejvíce červených karet: 5[19]
  - Arsenal
  - Coventry City
  - Sunderland

## Ocenění

### Měsíční
| Měsíc    | Manager of the Month | Manager of the Month | Player of the Month | Player of the Month |
| Měsíc    | Trenér               | Klub                 | Hráč                | Klub                |
| -------- | -------------------- | -------------------- | ------------------- | ------------------- |
| Srpen    | David Pleat          | Sheffield Wednesday  | David Beckham       | Manchester United   |
| Září     | Joe Kinnear          | Wimbledon            | Patrik Berger       | Liverpool           |
| Říjen    | Graeme Souness       | Southampton          | Matt Le Tissier     | Southampton         |
| Listopad | Jim Smith            | Derby County         | Ian Wright          | Arsenal             |
| Prosinec | Gordon Strachan      | Coventry City        | Gianfranco Zola     | Chelsea             |
| Leden    | Stuart Pearce        | Nottingham Forest    | Tim Flowers         | Blackburn Rovers    |
| Únor     | Alex Ferguson        | Manchester United    | Robbie Earle        | Wimbledon           |
| Březen   | Bryan Robson         | Middlesbrough        | Juninho Paulista    | Middlesbrough       |
| Duben    | Graeme Souness       | Southampton          | Mickey Evans        | Southampton         |

### Roční ocenění
| Ocenění                             | Vítěz            | Klub              |
| ----------------------------------- | ---------------- | ----------------- |
| Premier League Player of the Season | Juninho Paulista | Middlesbrough     |
| PFA Players' Player of the Year     | Alan Shearer     | Newcastle United  |
| PFA Young Player of the Year        | David Beckham    | Manchester United |
| Hráč roku dle FWA                   | Gianfranco Zola  | Chelsea           |

| PFA Team of the Year | PFA Team of the Year              | PFA Team of the Year            | PFA Team of the Year           | PFA Team of the Year            |
| -------------------- | --------------------------------- | ------------------------------- | ------------------------------ | ------------------------------- |
| Brankář              | David Seaman (Arsenal)            | David Seaman (Arsenal)          | David Seaman (Arsenal)         | David Seaman (Arsenal)          |
| Obránci              | Gary Neville (Manchester United)  | Tony Adams (Arsenal)            | Mark Wright (Liverpool)        | Stig Inge Bjørnebye (Liverpool) |
| Záložníci            | David Beckham (Manchester United) | Roy Keane (Manchester United)   | David Batty (Newcastle United) | Steve McManaman (Liverpool)     |
| Útočníci             | Alan Shearer (Newcastle United)   | Alan Shearer (Newcastle United) | Ian Wright (Arsenal)           | Ian Wright (Arsenal)            |

## Vítěz
| Premier League 1996/97 Manchester United (4. titul) |